# Psylles
Les Psylles (en latin : Psylli, en grec ancien : Ψύλλοι) sont une tribu berbère qui vivait à l'est de la Libye antique.  Ils sont les voisins orientaux des Nasamons et des Garamantes, au sud du golfe de Syrte, dont ils étaient séparés par la bande côtière sous contrôle romain.  
Les Psylles avaient la réputation d'être invulnérables aux morsures de serpents, et d'avoir des dons de guérisseurs. On ignore néanmoins leur véritable situation.